# 金沢寿一
金沢 寿一（かなざわ ひさかず、1950年1月20日  - ）は、日本の男性ナレーター、俳優、声優。東京都出身。ビートワン所属。

## 人物
劇団青年座養成所を経て、東京俳優生活協同組合、シグマ・セブンに所属していた。2003年に独立してビートワンを設立、代表を務める。
趣味はゴルフ、ウィンドサーフィン。
資格は普通自動車運転免許。
好きな言葉は「虚心坦懐」。

## 出演作品

### ナレーション
- 水曜ノンフィクション（TBS、不定期）
- ワールドビジネスサテライト（テレビ東京、1998年4月 - 2014年3月）
- カツケン 勝間経済研究所（BSジャパン、オープニング）
- なるほど!ハイスクール（日本テレビ、2011年9月22日放送分を最後に降板）
- くらべるくらべらー（毎日放送、2010年11月10日 - 2011年7月20日）

### テレビドラマ
- 伝七捕物帳 第115話「同祖神は何を見た」（1976年、NTV）
- 帝銀事件 大量殺人・獄中32年の死刑囚（1980年、ANB）
- ウルトラマン80（ムーンセレナーデ号航空士）
- 真田太平記
- ザ・ハングマン
- じゃあまん探偵団 魔隣組（ジゴマの声）
- 大河ドラマ
  - 獅子の時代（徳川海軍兵士）
  - 峠の群像（侍）
  - 徳川家康（大野道犬）
- 松本清張特別企画・危険な斜面（2000年、TBS）

### テレビアニメ
1978年
- ペリーヌ物語
- 無敵鋼人ダイターン3（警官、航海士、ソルジャーA、所員B）

1980年
- スーキャット（大虎）
- 釣りキチ三平（釣り人C）
- 伝説巨神イデオン（兵士、管制官）
- マリンスノーの伝説（所員B）

1981年
- あしたのジョー2
- 銀河旋風ブライガー（ジム）

1982年
- 銀河烈風バクシンガー（エルン・バイスト）

1983年
- 亜空大作戦スラングル（将軍、クライム・ボス〈20話のみ〉、ガソリン総司令）
- まんが日本史（足利直義）

1984年
- 機甲界ガリアン（1984年 - 1985年、リーベン）
- 超攻速ガルビオン（ドン・ジュリアス）
- ビデオ戦士レザリオン（ストレート中佐）

1987年
- シティーハンター（男C）

2000年
- 週刊ストーリーランド（黒木智明）

### 劇場版アニメ
- 機動戦士ガンダム（1980年、メカマン）
- フリテンくん（1981年）
- キャプテン翼 危うし! 全日本Jr.（1985年、北詰）

### ラジオ
- お話でてこい（NHKラジオ第2放送）

### 人形劇
- こどもにんぎょう劇場「コルニーユ親方のひみつ」

### 舞台
- 朗読劇・北越雪譜（1974年、演出：小津美和子、松村彦次郎)